# Piada dei morti
La piada dei morti è una focaccia dolce tipica della provincia di Rimini e dei comuni di San Mauro Pascoli, Gatteo e Savignano sul Rubicone in provincia di Forlì-Cesena, in Romagna. Tradizionalmente è consumata in ottobre e novembre, a cavallo del Giorno dei Morti.
Le origini della piada dei morti non sono note. Potrebbe derivare da focacce in uso fra i popoli antichi della Romagna.

## Caratteristiche
Il nome piada si deve solo alla forma rotonda e piatta.
Si tratta di una focaccia contenente uvetta, mandorle, noci e pinoli. La frutta secca deve essere messa sopra l'impasto più che all'interno. Nelle ricette tradizionali contiene mosto d'uva, anche se le ricette moderne fanno ammollare l'uvetta nel vino Sangiovese.
È consumata solitamente per colazione o come spuntino pomeridiano. È consumata particolarmente anche per la festa patronale di Rimini, San Gaudenzo, il 14 ottobre.